# 平行芸術展
平行芸術展（へいこうげいじゅつてん,1981年 - 2005年）とは、峯村敏明が企画によって、のちにシリーズ化した展覧会。1981年以来ほぼ毎年、東京青山の小原流会館で開催されてきた、現代美術界でも最長命企画展のひとつ。2005年の第20回展をもって最終回を迎えた。出品作家は20回で計100人にのぼる。

## 出品作家
| - 青木野枝 - 池ヶ谷肇 - 石川順恵 - 石原友明 - 井出創太郎 - 稲垣淳雄 - 岩熊力也 - 上野慶一 - 越前谷嘉高 - 遠藤利克 - 遠藤丈暁 - 大村益三 - 大森博之 - 岡崎乾二郎 - 小野初代 - 笠原たけし - 片桐俊文 - 加藤学 - 加茂博 - 假屋崎省吾 - 川島亮子 - 川俣正 - 北川聡 - 北辻良央 - 橘田尚之 - 金智仁 - 栗原一成 - 黒須信雄 - 黒川弘毅 - 小泉俊巳 - 小清水慚 - 小島敏男 - 小瀬村真美 - 小林孝亘 | - 駒形克哉 - 近藤博志 - 近藤昌美 - 齋藤芽生 - さかざきよしおう - 佐々木悦弘 - 佐藤時啓 - さとう陽子 - 庄司達 - 菅木志雄 - 鈴木省三 - 千崎千恵夫 - 染谷亜里可 - 高石誠 - 高木修 - 高橋信行 - 高橋裕二 - 高見澤文雄 - 高柳恵里 - 田窪恭治 - 竹内義郎 - 多和圭三 - チャールズ・ウォーゼン - 戸谷成雄 - 遠山香苗 - 遠山華子 - 中沢研 - 中原浩大 - 中村一美 - 長沢英俊 - 長谷光城 - 長橋秀樹 - 袴田京太朗 - 橋本倫 | - 橋本夏夫 - 花井重信 - 林田直子 - 深井隆 - 福岡道雄 - 船越直木 - 保科豊巳 - 増田克史 - 松井智惠 - 松井利夫 - 松居永樹 - 松浦寿夫 - 松宮喜代勝 - 松本春崇 - 丸山直文 - 水上嘉久 - 宮内洋幸 - 宮島達男 - 矢野美智子 - 山口奉宏 - 山崎豊三 - 山下香里 - 山田和夫 - 山本かず子 - 吉田清美 - 吉田暁子 - 吉田宏 - 吉田哲也 - 横尾忠則 - 米原昌郎 - 渡辺英司 - 渡邊盈 |